# Herb Pilzna (Czechy)
Herb Pilzna (cz. Plzeňský znak) – herb czeskiego miasta Pilzna, stolicy kraju pilzneńskiego.

## Opis

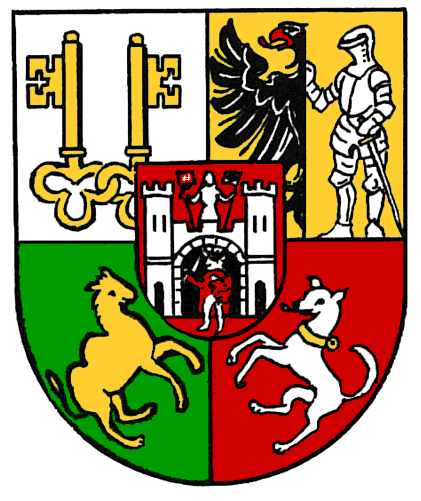
Herb Pilzna mały

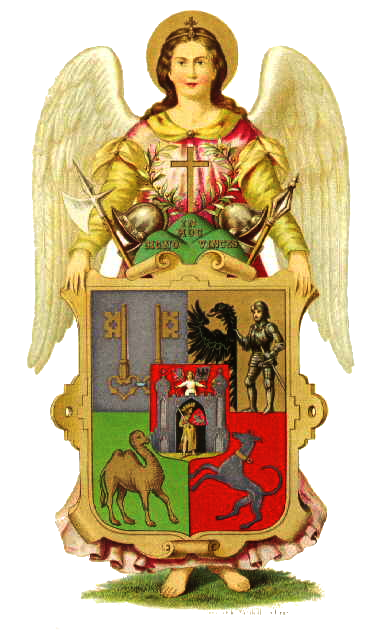
Herb Pilzna wielki z elementami nadanymi w 1578

Najstarszą częścią herbu miasta Pilzna jest srebrny chart na czerwonym polu, który został umieszczony podczas wojen husyckich aby zaznaczyć wierność miasta cesarzowi oraz czeskiemu królowi.
Drugim najstarszym elementem herbu Pilzna jest złoty wielbłąd dwugarbny na zielonym polu umieszczony w 1434 przez Zygmunta Luksemburskiego. Zwierzę to zostało podarowane przez Władysława II Jagiełłę czeskim rycerzom, którzy przybyli z posiłkami pod Grunwald. Do Czech wielbłąd zawędrował dzięki czeskiemu dowódcy wojskowemu sierotek oraz husycie Janowi Čapkowi z Sán, który wsparł militarnie polskiego króla podczas wojny polsko-krzyżackiej w latach 1431–1435.
Čapek powrócił z Polski do ogarniętych wojnami religijnymi Czech. W czasie oblężenia katolickiego Pilzna, obrońcy miasta dokonali wypadu poza mury miejskie porywając husytom  wielbłąda. Na pamiątkę tego czynu oraz dla podkreślenia waleczności mieszkańców Pilzna król dodał wielbłąda do herbu.
Kolejnym elementem herbu Pilzna stały się papieskie „klucze piotrowe” na srebrnym polu jakie w 1466 nadał miastu papież Paweł II oraz pół czarnego orła i srebrna zbroja na złotym polu, co miało symbolizować przywiązanie mieszkańców Czech do wiary katolickiej oraz jej obronę przed herezją husycką.
Pilznanie w drugiej połowie XV wieku wzbogacili herb miejski w wizerunek otworzonej na oścież bramy miejskiej z rycerzem przedstawiającym założyciela Pilzna Wacława II. Nad bramą umieszczone są dwa proporce z wizerunkiem lwa czeskiego oraz orła. Ten element wzięty został z najstarszej zachowanej pieczęci miejskiej z 1295.
Herb został uzupełniony w 1578 przez papieża Grzegorza XIII. Dodano do niego anioła trzymającego cały herb oraz złoty krzyż otoczony gałązkami oliwnymi, a także łaciński złoty napis  „In hoc signo vinces“ (łac. pod tym znakiem zwyciężysz) w otoczeniu dwóch hełmów, halabardy i buzdygana.